# Sun Wenyan
Det här är en artikel om en person med kinesiskt personnamn; Sun är familjenamnet.
Sun Wenyan (kinesiska: 孙文雁; pinyin: Sūn Wényàn), född 27 december 1989 i Changsha, Hunan, är en kinesisk konstsimmare.

## Karriär
Sun Wenyan tog OS-silver i lagtävlingen i konstsim i samband med de olympiska konstsimstävlingarna 2012 i London.
Vid olympiska sommarspelen 2016 i Rio de Janeiro tog Sun silvermedaljer i både duett och lagtävling. I augusti 2021 tog hon silver tillsammans med Huang Xuechen i duett samt var en del av Kinas lag som tog silver i lagtävlingen vid OS i Tokyo.